# Raymond Thomas (kolarz)
Raymond Thomas (ur. 27 października 1968) – jamajski kolarz szosowy, uczestnik letnich igrzysk olimpijskich.
Thomas reprezentował Jamajkę na letnich igrzyskach olimpijskich podczas igrzysk 1988 w Seulu. Wystartował w wyścigu indywidualnym ze startu wspólnego, który ukończył na 97. miejscu.